# アンカラの戦い
アンカラの戦い（アンカラのたたかい、オスマン語: آنقره محاربه‌سی）とは、1402年7月20日、あるいは7月28日）にアンカラ近郊のチュブク草原で、オスマン帝国のスルターン（君主）であるバヤズィト1世と、ティムール朝の大アミール（君主）であるティムールの間で行われた戦闘である。戦闘はティムールの勝利に終わり、ティムールが自軍に不利な場所での戦闘を回避したこと、アナトリアのベイリク（君侯）から情報を得て裏工作を終えていたため、戦闘でオスマン軍から離脱者が続出したことが勝因に挙げられている。この戦闘はティムールにとって大きな勝利であり、またオスマン帝国に空位時代をもたらした。

## 背景
トランスオクシアナの遊牧民であるティムールは長い年月をかけて中央アジアに一大帝国を築き上げ、チンギス・カン以来中央アジアで最も強力な支配者となった。1380年代から1390年代にかけてアゼルバイジャンと上メソポタミアを含むペルシアの一部を征服し、1395年から1396年の間にロシア南部とウクライナに侵入し、1398年にデリーを略奪した。他方、1389年のコソヴォの戦いの後に即位したバヤズィトは1391年から1393年にかけてアナトリア半島のベイリクを併合し、アナトリア西武から東北部にかけての地域を支配下に置いた。しかし、バヤズィトに征服されたベイリクの君主たちはティムールの宮廷に亡命し、再起を図っていた。アナトリアでの勢力を広げた後、バヤズィトはバルカン半島に渡り、ビザンツ帝国（東ローマ帝国）、ハンガリー王国などのキリスト教勢力と交戦した。
1393年8月にバグダードを占領したティムールはエジプトを支配するマムルーク朝に友好の使者を送るが、マムルーク朝のスルターン・バルクークはティムールの申し出を拒否し、使節を拘留した。敵対的なバルクークの態度に対して、ティムールはシリア遠征を企図するが、バルクークは周辺の国家を糾合して反ティムール連合を結成したため、ティムールは遠征を中止した。バルクークに同調した勢力の中にはジョチ・ウルスのトクタミシュ、エレトナ侯国のブルハネッディン（en）のほかに、バヤズィトも含まれていた。マムルーク朝を中心とする反ティムール連合からオスマン帝国を引き離すため、1395年にティムールはバヤズィトに相互不可侵条約の締結を提案したが、色よい返事は得られなかった
1400年にバヤズィトはエルズィンジャン侯国の君主であるムタッハルタン（タハルテン）に貢納を強制する書簡を送るが、タハルテンはティムールに臣従していたため、ティムールにバヤズィトから受けた圧力を報告し、ティムールとバヤズィトの間の緊張は高まった。バヤズィトはイラン北東部を支配する黒羊朝のカラ・ユースフにエルズィンジャン侯国への攻撃を扇動し、ティムールが黒羊朝の領土を占領した後、オスマン軍はティムールが占領した地域に攻撃を行った。ティムールはバヤズィトに捕虜の返還を求める書簡を送り、相手の地位を認めながらも武力の行使を示唆したが、バヤズィトは挑発的な回答を返し、両者の対立は決定的になった。
ジョージア（グルジア）南部に進軍したティムールはバヤズィトに降伏を勧める書簡を送り、エルズルム、ユーフラテス川沿岸のケマハを占領した。ティムールのもとにビザンツ帝国、ヴェネツィア共和国、ジェノヴァ共和国の使者が訪れ、ティムールの勝利を祈願し、協力を申し出たが、ティムールはヨーロッパ諸国を利したことで同胞のイスラム教徒から非難されることを恐れ、戦闘と並行してバヤズィトの悪評を広げた。スィヴァスでティムールはバヤズィトの使者から贈物と挑発的な書簡を受け取るが、使者に自軍の兵力を誇示して威圧し、送り返した。
一方、オスマン帝国は1402年にヨーロッパで遠征を実施し、ビザンツ帝国の首都コンスタンティノープルに包囲を敷いていた。ティムールへの使者が帰還した後、バヤズィトはコンスタンティノープルの封鎖を解除してアナトリアのブルサに移動し、オスマン帝国に服従した勢力を集めて軍隊を編成した。

## 軍隊の構成
ティムール軍は10万超の騎兵と30万の歩兵、戦闘の支援を担当する工兵、技術者で構成され、さらに32頭の戦象も配備されていた。バヤズィトの軍は約8万の騎兵と約20万の歩兵で構成され、子飼いのイェニチェリ軍団が兵力の中心となっていた。
オスマン軍はバヤズィトの王子たちの指揮下にある部隊やイェニチェリのほか、ガーズィー、アナトリアのベイリク、オスマン帝国に臣従したバルカン半島のキリスト教徒など様々な勢力が含まれていた。セルビアの貴族ではステファン・ラザレヴィチ、ヴク・ラザレヴィチ、ジュラジ・ブランコヴィチらが参加し、ジョン・カストリオティなどのアルバニアの貴族も従軍した。オスマン帝国に従属したキリスト教勢力でも、ゼタ公国のコンスタンティン・バルシッチなどの貴族はアンカラの戦闘に加わっていない。また、オスマン軍の4分の1は戦闘の直前に征服されたタタール人が占めていた。

## 両軍の移動
バヤズィトはティムールがスィヴァスからアンカラを目指していると予想し、高所からティムール軍を攻撃する計画を立てた。しかし、斥候からティムール軍がトカットに向かっている報告を受け取り、アンカラに守備隊だけを残して森林に歩兵を配置し、ティムール軍の騎兵に備えた。ティムールはオスマン軍が潜んでいる森林地帯を避けて南東からアンカラに出る進路を選び、トカットに進まずカイセリに戻り、この町で兵糧を補給してキルシェヒルに移動した。先遣隊の先頭の後、バヤズィトはティムール軍が自軍の後方に移動したことを知ってキルシェヒルに進路を取るが、ティムール軍はすでにキルシェヒルを離れてアンカラの近辺に到着し、包囲網を敷いた。ティムール軍はアンカラの城壁を破壊し、また町の水源である川を占領し、川向こうの井戸に毒を投げ込んだ。バヤズィトはティムール軍の攻撃に晒されているアンカラの救援に向かい、平原で自らが率いる主力部隊とアンカラの守備隊でティムール軍を挟撃する作戦を立てた。しかし、ティムール軍と対峙したオスマン軍は強行軍によって疲弊し、飲料水も欠いていたため、戦闘能力を大きく削がれていた。
ティムール軍は6の軍団に分かれ、中央にティムール自身が指揮する2軍団、左右両翼の軍団、前衛に主力の2軍団を配置した。ティムールの息子のミーラーン・シャーとシャー・ルフが右翼と左翼を指揮し、孫たちが前衛を指揮した。
オスマン軍はイェニチェリを率いたバヤズィトが中央を指揮し、精鋭部隊を率いた王子のスレイマンが左翼、ヨーロッパの兵士を率いたステファン・ラザレヴィチが右翼、王子のメフメトが後衛を指揮した。バヤズィトの軍団と両翼は同一線上に並び、中央の本軍の後方に傭兵の騎馬部隊と後衛が続き、両翼の後ろに2軍団が配置されていた。

## 戦闘

戦闘開始時の軍隊の位置

朝方にティムール軍から攻撃の合図となるラッパが鳴らされると、ティムール軍の前衛がオスマン軍の左翼を押し出し、ステファン・ラザレヴィチが率いるセルビアの騎兵がシャー・ルフの率いる左翼を撃退した。両軍の兵士が入り混じって戦う中、ティムールは宮廷に亡命していたベイリクの君主たちが率いる騎兵隊を出撃させ、旧主の姿を見たオスマン軍の兵士はティムール軍に寝返り、オスマン軍の左翼を攻撃した。オスマン軍の王子メフメトがティムール軍の右翼を食い止め、バヤズィトは離脱した兵士の穴を埋めるために予備兵を投入した。正午にティムールは孫のムハンマド・スルタンが率いる精鋭部隊に中央の敵軍の攻撃を命じ、オスマン軍は劣勢に陥った。オスマン軍の王子と将校は戦場から退却し、彼らの様子を見たオスマン軍の兵士も逃走したが、イェニチェリはバヤズィトを守って奮戦し、セルビア兵はティムールが感嘆するほどの戦いぶりを見せた。劣勢となったバヤズィトは生き残った少数の兵士を連れて丘に逃げ込み、夕方まで抗戦した。最後の護衛のイェニチェリが戦死した後、バヤズィトは馬に乗って逃走しようと試みたが、王子とともにスルタン・マフムードに捕らえられた。
バヤズィトがティムールの陣営に連れてこられた時にはすでに日が落ちており、ティムールはチェスの対局を中断してバヤズィトに丁重な言葉をかけ、彼と王子の安全を保証した。戦闘の翌日、アンカラはティムールに降伏し、市民に身代金の支払いが課せられた。アンカラ城内にいたカスティーリャ王国の使節はティムールに謁見して主君の名で祝辞を送り、ティムールは全ヨーロッパにバヤズィトに対する戦勝を知らせるため、彼らに書簡と贈り物を持たせて送り返した。
スレイマンはブルサに逃走し、ティムールはムハンマド・スルタンにスレイマンの追跡を命じたが、スレイマンを捕らえられなかった。しかし、ブルサには2000頭のラクダに乗せられるほどの財貨が残されており、その中にはウスマーン写本が含まれていたという。スレイマンを含めたオスマン軍の敗残兵はジェノヴァ人、ヴェネツィア人に多額の金銭を支払ってヨーロッパに脱出し、スレイマンはビザンツ帝国に同盟と引き換えに保護を求めた。また、メフメトと彼の兄弟であるイサも逃走に成功していた。

## 戦後

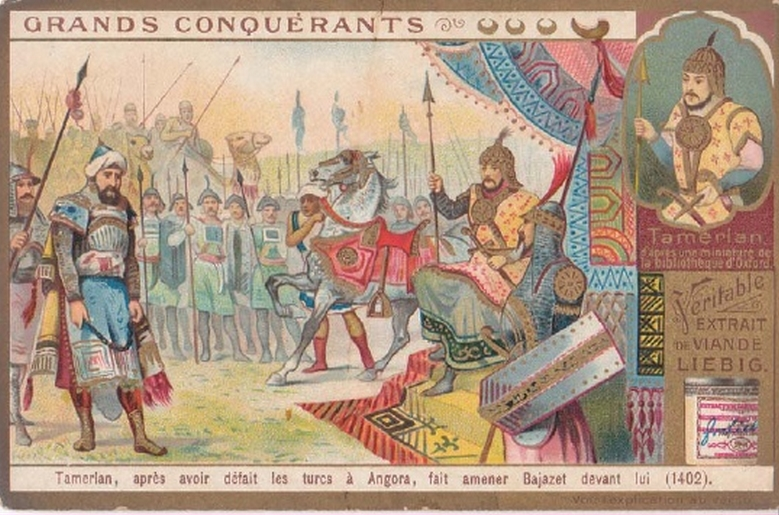
ヨーロッパのシガレットカードに描かれたティムールとバヤズィト1世

戦闘の後、ティムール軍はアナトリア西部を通過してエーゲ海沿岸に移動し、ロドス騎士団の拠点であるスミルナを包囲し、占領した。しかし、ティムールはヨーロッパに渡らず、サマルカンドに向けて帰国した。
捕虜となったバヤズィトには蔓で編まれた格子が嵌められた駕籠が用意され、ラクダの背に乗せられて護送された。ティムールはバヤズィトに警戒心を抱きながらも敬意を示していたが、各地の著作家は実情を誤認し、「バヤズィトは鉄製の檻に閉じ込められて屈辱的な扱いを受けた」、あるいは「ティムールはバヤズィトを馬に乗るための踏み台とした」といった逸話を自著に書き残した。ティムールは身代金と服属を条件にバヤズィトを解放することも考えていたが、1403年3月9日にバヤズィトは病死した。バヤズィトが亡くなった時、ティムール軍では解放の条件の打ち合わせが行われていたため、バヤズィトが毒を飲んで自害した俗説が広まった。
アンカラの戦いはオスマン帝国に壊滅的な被害を与え、帝国は一時的に解体した。敗戦の結果、アジアにおけるオスマン帝国の支配地域はムラト1世の時代と同程度に縮小する。かつてバヤズィトに併合されたアナトリアのベイリクは再興され、バヤズィトの王子たちは帝国の継承権をめぐって争った。1413年にオスマン帝国の内戦は終結し、後継者争いに勝利したメフメトが帝位に就いた。

### Journals
- Craig, Simon (2002). “Battle of Ankara: Collision of Empires”. Military History 19 (3):  58–65.
- Knobler, Adam (1995). “The Rise of Tīmūr and Western Diplomatic Response, 1390–1405”. Journal of the Royal Asiatic Society. Third Series 5 (3):  341–349. doi:10.1017/S135618630000660X.
- Lopandić, Duško (2011). “Битка код Ангоре [Battle of Angora]”. Политикин Забавник 3101.
- Şenlen, Sıla (2015). “Ankara Savaşı ve I. Sultan Bayezid'in Timurlenk'e Esir Düşmesinin Sahneye Yansıması [Dramatic Representation of the Battle of Ankara and Bayezid I’s Captivation by Tamerlane]”. OTAM Ankara:  123–133. doi:10.1501/OTAM_0000000300.